# Outer Solar System Origins Survey
OSSOS
Pour les articles homonymes, voir Ossos.
L'Outer Solar System Origins Survey, en abrégé OSSOS, en français « Relevé des origines du système solaire externe », est un programme de recherche destiné à la détection et à l'observation d'objets transneptuniens.
Ce grand programme, d'une durée de quatre ans pour un total de 560 heures d'observation entre 2013 et 2016, est dirigé par Brett Gladman, de l'Université de la Colombie-Britannique, au Canada. Le but de ce programme est de trouver et de suivre mille objets transneptuniens grâce à la caméra MegaPrime installée sur l'observatoire Canada-France-Hawaï.
Le Centre des planètes mineures le crédite de la découverte de 40 astéroïdes numérotés, effectuée entre 2013 et 2015. Il en a également découvert un grand nombre d'autres, non encore numérotés.